# Opatovice I
Opatovice I é uma comuna checa localizada na região da Boêmia Central, distrito de Kutná Hora.